# 被害者女性主義
被害者女性主义（英語：Victim feminism）是 1990 年代一些自由主义和自由女性主义者使用的一个术语，用于将他们的女性主义与其他女性主义者的概念进行区分。他们认为这些女性主义者强化了女性软弱或缺乏能动性，因此需要受到保护的观点。 

## 羅菲、沃爾夫與權力女性主義
Naomi Wolf 将被害者女性主义与权力女性主义进行了对比。在她看来，被害者女性主义者将女性视为“受困的、脆弱的、直觉的天使”，因此阻止女性为自己实际拥有的权力负责。在被害者女性主义的各种属性中，Wolf 认为它将暴力和竞争投射到男性或其父权制上，而忽视了女性的这些品质。 
科林格兰特将 Wolf 的权力与受害者二分法视为根植于女性主义者如何解决女性遭受的负担差异：虽然被害者女性主义只是归咎为自身原因，但权力女性主义试图辨别她们并挑战和克服她们。格兰特(还提到 Wolf 本人似乎已经接受了双方：她的书《美丽神话》似乎来自被害者女性主義阵营，但隨後《火与火》的 Wolf 譯本又过渡到权力女性主义方面。 
这种“被害者”与“权力”的二分法因定義太寬汎受到批评，以至于 Wolf 的论点丢失了。 此外，它把不同的、完全不同的女性主义学混为一谈，这种混乱有助于反女权主义者的言辞。 
被害者女性主义被認爲是性别女性主义的消极倾向。更积极的傾向是承认女性的经验和观点（关于性、道德等）的独特性，并視爲相比男性“父权”强加观点的一种积极选择。 
Naomi Wolf 的《Fire with Fire》和Katie Roiphe的《The Morning After》受到了媒体的广泛关注。他們被認爲是对被害女性主义主题在当代流行文化中佔主导地位的强烈反对。 
Wolf 和 Roiphe 的论点之一是，对受害的强调强化了女性脆弱易受伤害的刻板印象。然而有人认为，他们以“权力女性主义”的形式提出的解决方案过于简单，因为它没有考虑到女性佔从属地位的系统性。总体而言，“被害者与权力”二分法被認爲是错误的，從根本上不充分的，并導向“有问题的极端”。 
伊丽莎白·施奈德（Elizabeth Schneider）从法律的角度以“受害者与能動性”批评女权主义的二分法的形式，认为将女性视为受害者或具備能動性的观点是不完整和静态的。她指出，第一，这两个概念都过于狭隘和不完整，第二，它们不是光谱的相反两极，它们是独立的，但又是女性經歷中相互关联的维度。 

## 「肯定自主」的女性主義
性别研究学者丽贝卡·斯金格（Rebecca Stringer）写道，除了Wolf 和 Roiphe之外，其他女性主义作家也批评了女性作为受害者的表现，肯定并推广了一种女性能動性主义。其中包括卡蜜兒·佩利亞 、 Christina Hoff Sommers 、 Natasha Walter和Rene Denfeld 。 这些作者中的每一位都在 1990 年代写了关于女性主义的流行书籍，这些书籍被框定为行动呼吁，就像贝蒂弗里丹和杰曼格里尔的早期作品一样。 根据斯金格的说法，这种 1990 年代对“被害者女性主义”的煽动趋势与新自由主义的同时兴起有关。 与此同时，在她的《了解受害者》一书中，斯金格认为，这些对“被害者女性主义”的批评并没有肯定女性的能动性，而是将女性的能动性问题化，并宣称女性缺乏个人责任感，在斯金格看来，这类似于向受害者指责。 